# Asana

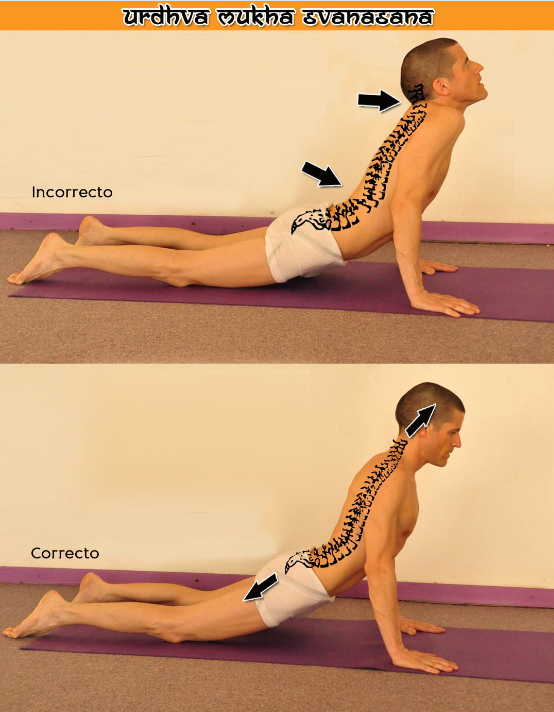
Urdhva muka svanasana, diferències entre la postura realitzada correctament i la que no

Asana (आसन' en sànscrit Devanāgarī) és un terme sànscrit que significa literalment 'el fet de seure' o 'com seure'. En català significa 'postura de ioga'. Segons el ioga, el significat és exactament de 'postura ritual'. Segons el ioga Sutra de Patanjali és el tercer membre (Anga) del ioga.
La finalitat de les asanes és flexibilitzar, enfortir i harmonitzar el cos i els seus òrgans. Tot facilitant l'equilibri energètic i l'estabilitat mental. Segons el corrent del Raja Ioga, l'asana es refereix a la postura de la meditació. En canvi pel Hatha Ioga engloba totes aquelles postures beneficioses pel cos i la ment. Aquest corrent és el més practicat a Occident.

## Història

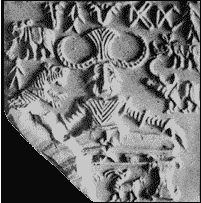
Fotografia del llibre Mohenjo Daro and the Indus Civilization (l'arqueòleg britànic Sir John Marshall; Londres, 1931) que mostra un segell d'argila de la civilització de la vall de l'Indus

Les representacions més antigues d'asana van ser trobats en les ruïnes de la ciutat de Mohenjo-Daro, que es va fundar tres mil anys abans de la nostra era. Entre els diferents objectes trobats durant les excavacions, es van descobrir segells il·lustrats amb figures fent postures (asanes) semblant a les del Hatha Ioga. Fet que ha generat el debat sobre la possibilitat que les asanes ja existissin molt abans que els Veda i que el poble ari invadís el subcontinent indi (1.500 anys aC) Segons Mikel Burley, de la universitat de Leeds "Un altre error és pensar que el Hatha Ioga és relativament nou en la tradició de l'Índia [ ... ] En realitat, hi ha postures a la cultura Harappa [ ... ] això mostra que les pràctiques tradicionals de Hatha Ioga es basen en les tradicions antigues".
Ja es descriuen algunes asana al Hatha Ioga Pradipika del segle xv, text bàsic del Hatha Ioga escrit per Svātmārāma.

## Raja ioga

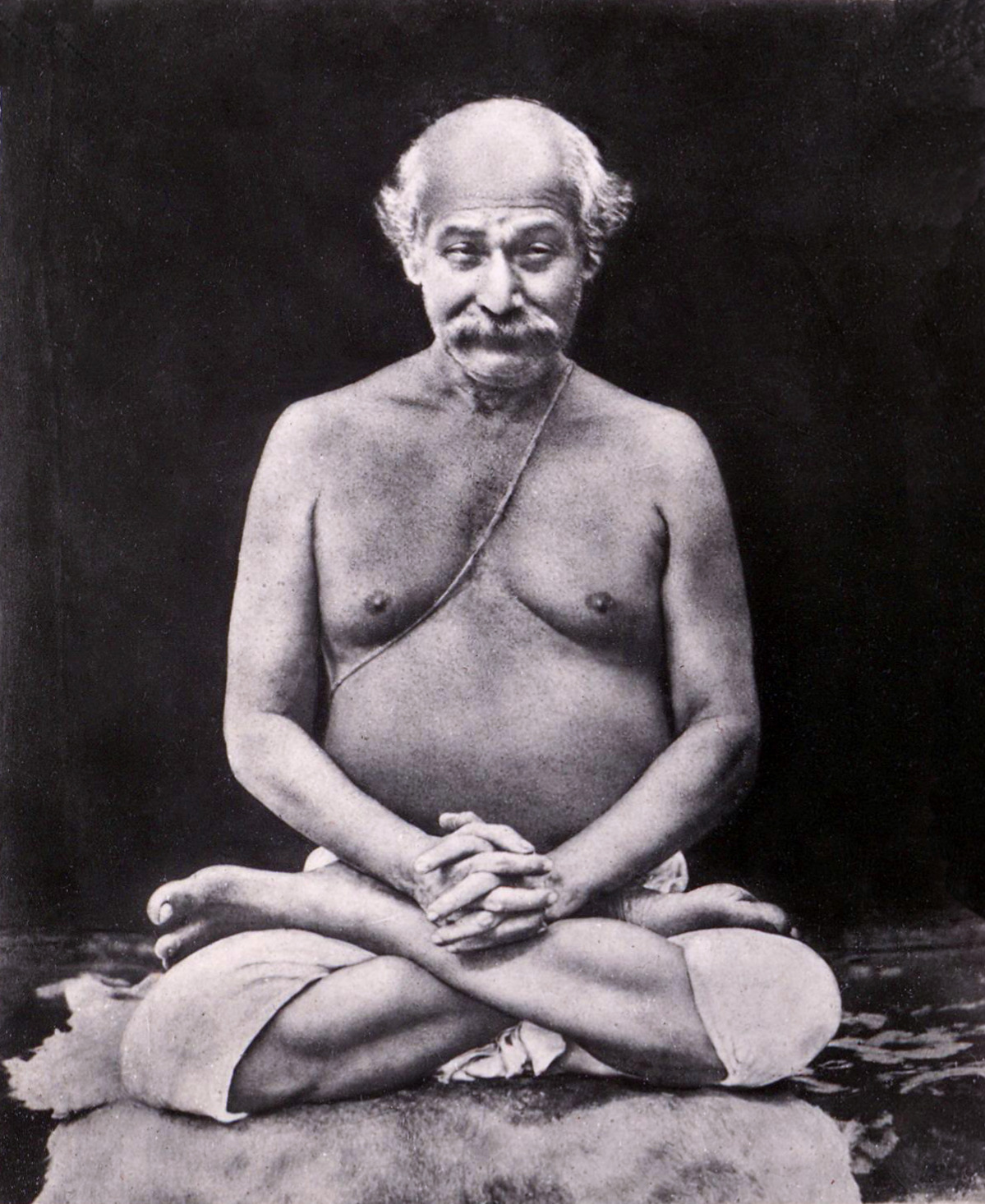
Lahiri Majāśaia assegut en la posició de lotus. Fotografia presa del llibreAutobiografía d'un iogui, de Paramahamsa Yogananda

Segons el corrent del Raja Ioga (ioga mental), l'asana es refereix a la postura de la meditació. I no a les postures i exercicis físics del Hatha ioga. Es practiquen per tal de crear estabilitat física i mental mitjançant l'equilibri dels impulsos nerviosos i les energies internes.

## Hatha ioga
Segons el Hatha ioga, asana són totes les postures que influeixen positivament al cos i a la ment. Beneficien els òrgans i sistemes del cos. Però els ioguis valoren més l'estabilitat i tranquil·litat mental, així com l'activació i equilibri energètic dels canals i centres psico-energètics (els nadis i els txakres).